# Corps de garde militaire
Le corps de garde militaire est un monument national néerlandais situé sur la place du Vrijthof dans la ville de Maastricht.

## Histoire
Le bâtiment fut construit par Henry Jacob Ghier de 1736 à 1738 pour un coût de 11 800 vieux florins. Cependant, il dut être reconstruit dans sa totalité en 1774 du fait de problèmes de fondations. La façade du bâtiment est en pierre de Namur.
Il s'agissait autrefois du siège de la garnison militaire qui a compté jusqu'à 11 000 soldats.
C'est dans ce bâtiment qu'étaient gardées les portes de la ville et les fortifications. Sa construction résulte de la nécessité de protéger Maastricht, lieu de passage pour les armées souhaitant traverser la Meuse.
Le commandant du Regiment Limburgse Jagers y était logé de 1967 au 9 mars 2006, date à laquelle les derniers soldats ont quitté Maastricht.
Par la suite, le secrétaire d’État Cees van der Knaap remis les clés au maire d'alors, Gerd Leers. La municipalité de Maastricht a acheté la propriété au ministère de la Défense le 15 janvier 2006 pour la somme de 1 040 000,00 €. La municipalité veut utiliser le bâtiment comme espace d'exposition.

## Sources

## Compléments